# Epilog
För andra betydelser, se Epilog (olika betydelser).

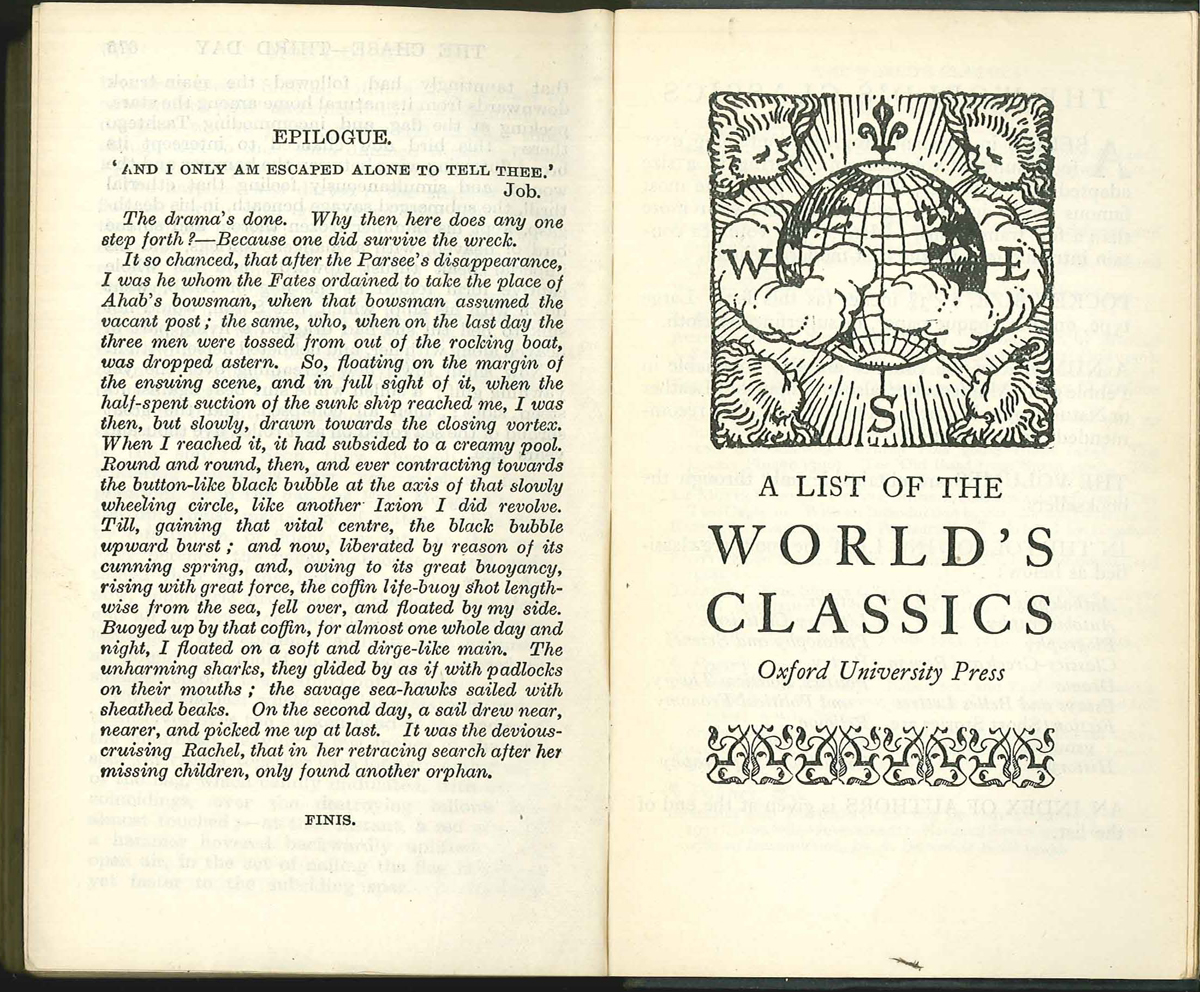
Engelskspråkig epilog i Moby Dick.

En epilog eller ett efterord är en mer eller mindre fristående avslutning av en berättelse där till exempel karaktärerna kan "prata fritt" till läsaren, eller också kan det vara en avslutning där man berättar om karaktärernas öden framåt i tiden. Epiloger kan också förekomma i film, teater eller datorspel. Antonym till epilog är prolog. Epiloger kan ge läsaren en bättre bild av vad som hände efter att huvudpersonen dött/en katastrof inträffat. De är vanliga i böcker som inte har någon efterföljare, speciellt i sådana som slutar på ett oväntat sätt. Författarens efterord, är även de vanligast i sista boken av serien men även fristående böcker.